# Antonio Agelli
Antonio Agelli ou Agellius (Sorrente 1532 – Rome, 19 novembre 1608), est un helléniste et religieux théatin italien, évêque d'Acerno.

## Biographie
Né à Sorrente, dans le royaume de Naples, il se distingue dans le XVIe siècle par son érudition et ses connaissances dans les langues classiques et les saintes lettres. Remarqué par le pape Grégoire XIII, il est nommé membre de la commission chargée d'examiner la version des Septante et de surveiller l'édition que l'on en faisait à Rome. Il est en même temps inspecteur de l'imprimerie du Vatican, et c'est lui qui en dirige les travaux et qui est chargé de revoir sur de bons manuscrits les éditions que l'on entreprenait. Cette imprimerie fait une grande perte, lorsqu'en 1595 il est nommé à l'évêché d'Acerno. 
Pierre Morin déplore, dans la 21e de ses lettres, que l'on n'ait pas trouvé le moyen de récompenser ce savant d'une manière plus convenable à son génie, en le retenant à Rome. Agelli meurt dans son évêché en 1608. Ses ouvrages, tous en latin, sont : 1° un Commentaire sur les Lamentations de Jérémie, avec une chaîne des pères grecs, Rome, 1589, in-4° ; 2° id. sur Habacuc, Anvers, Plantin, 1597, in-8° ; 3° id. sur les Psaumes et les Cantiques, Rome, 1606; Cologne, 1607 ; Paris, 1611 , in-fol. ; 4° id. sur les Proverbes de Salomon, imprimés avec les opuscules d'Aloysius Novarini, Vérone, 1649, in-fol. ; 5° Une édition grecque, avec la version latine par Agelli, des cinq livres de S. Cyrille d'Alexandrie, contre Nestorius, Rome, 1607, in-fol.

## Principales œuvres de Antonio Agelli
- (la) Antonio Agelli, Antonii Agellii ... Commentarii in Psalmos et in diuini officii cantica ..., Parisiis, e typographia Petri Cheualier, 1611 (lire en ligne)
- (la) Antonio Agelli, In Lamentationes Ieremiae commentarium ex auctoribus Graecis collectum. In easdem Antonii Agellii presbyteri regularis explicatio, Romae, apud Franciscum Zanettum, 1589 (lire en ligne)
- (la) Antonio Agelli, In Habacuc prophetam Antonii Agellii Neapolitani ex Congregatione clericorum regularium episcopi Acernensis commentarium, Antuerpiae, ex Officina Plantiniana, apud Ioannem Moretum, 1597 (lire en ligne)